# Cockburn Reef
Cockburn Reef är ett rev på Stora barriärrevet i Australien.   Det ligger ca 20 km från norra delen av Kap Yorkhalvön i delstaten Queensland. På revet finns tre små öar, Pig Island, Manley Island (även kallad Manley Islet) och Bootie Island, som tillsammans kallas Cockburn Islands.